# New York Cosmos
O New York Cosmos (ou simplesmente Cosmos entre 1977–1978), foi um clube de futebol de Nova Iorque, Estados Unidos, que competia na North American Soccer League (NASL). A equipe jogou partidas em casa em três estádios ao redor de Nova Iorque, incluindo o Yankee Stadium, no Bronx, antes de se mudar em 1977 para o Giants Stadium nas proximidades de East Rutherford, Nova Jérsei, onde o clube permaneceu pelo resto de sua história. 
Fundado em dezembro de 1970, competiu na NASL até 1983, quando devido aos problemas financeiros tanto do time quanto da liga, o time transferiu-se para a Major Indoor Soccer League, uma liga de showbol formado por times da NASL, até o time falir em 1985. O clube ficou conhecido internacionalmente por assinar com jogadores famosos, como o falecido atacante brasileiro Pelé, o atacante italiano Giorgio Chinaglia, o falecido defensor alemão Franz Beckenbauer e o famoso lateral-direito brasileiro Carlos Alberto Torres. 
O time foi recriado em 2010 como um clube fênix para participar da segunda versão da NASL, que seria uma liga de segundo nível do futebol americano e anunciou que tentaria aplicar para entrar na Major League Soccer (MLS). Devido a problemas da NASL com a Federação de Futebol dos Estados Unidos, a nova NASL foi suspensa em 2018, enquanto a tentativa de entrada na MLS foi fracassada. Sem uma liga, o Cosmos foi jogar na copa da National Premier Soccer League (NPSL), uma liga de quarto nível, enquanto a situação do time é debatida.

## História

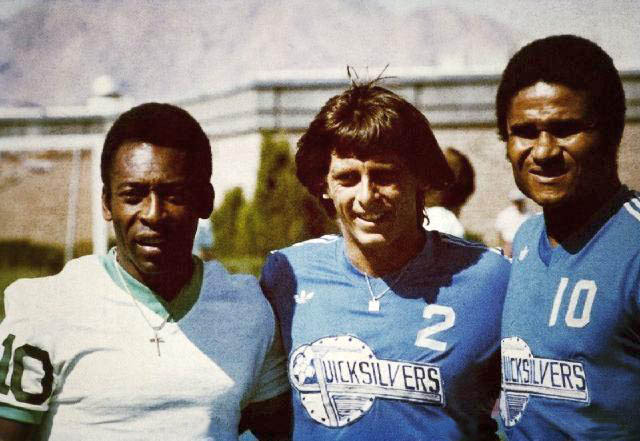
Pelé, Brian Joy (centro) e Eusébio (à direita), se cumprimentam antes da partida entre o Cosmos e o Las Vegas Quicksilver, em abril de 1977

### Fundação
A ideia da criação do New York Cosmos partiu dos irmãos Nesuhi Ertegün e Ahmet Ertegün, ambos nascidos em Istambul, Turquia. Os irmãos Ertegün foram os fundadores da Atlantic Records e depois que a gravadora foi comprada pela Warner Communications, atual Time Warner, sugeriram a Steve Ross, presidente da companhia, a criação de um clube de futebol por acreditarem na viabilidade econômica da North American Soccer League (NASL). O Cosmos se uniu à NASL em 10 de dezembro de 1970. A primeira partida dele foi em 17 de abril de 1971, contra o Saint Louis Stars com vitória do Cosmos por 2 a 1.

### O nome
O nome do clube foi idealizado pelo inglês Clive Toye, o primeiro diretor do clube. A inspiração veio do New York Mets, time de beisebol. Da mesma forma que “Mets” era a forma curta de “Metropolitans”, Toye optou por “Cosmos”, como forma curta de “Cosmopolitans” e o clube foi batizado como New York Cosmos.

### Uniforme
Foi também por sugestão de Toye, que as cores iniciais do Cosmos foram o verde e amarelo, em homenagem à seleção brasileira de 1970, campeã da Copa do Mundo no México. O verde e o amarelo permaneceram até 1974, quando foram alterados para o branco e o verde, que foi utilizado até 1979. A partir de 1980, as cores passaram a ser o branco e o azul, permanecendo até 1984, quando o clube foi fechado.

### Trajetória

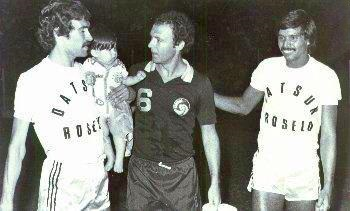
Franz Beckenbauer (centro) no Cosmos, em um amistoso na Argentina, em 1980

Inicialmente o Cosmos era uma aventura e recebia pouco investimento. Contudo, aos poucos, Steve Ross se empolgou com o projeto e com o dinheiro da Warner, o clube passou a contratar vários jogadores famosos, tais como Pelé, Franz Beckenbauer, Giorgio Chinaglia, Carlos Alberto Torres, Marinho Chagas e Johan Cruyff, chegando ao ponto de ter um elenco formado por 16 nacionalidades. O poder econômico do Cosmos se refletiu em conquistas esportivas e o clube se tornou a franquia mais famosa e vitoriosa da NASL, conquistando 5 títulos nacionais (1972, 1977, 1978, 1980, 1982) e um vice-campeonato (1981) nos 17 anos de funcionamento da liga. Ainda venceu três Trans-Atlantic Cup (1980, 1983, 1984).
Durante seus anos de existência, o Cosmos teve sempre uma das melhores médias de público da NASL e entre 1977 e 1982 teve a maior média entre todas as franquias da NASL. Dos 20 jogos de maior público da história da NASL, 18 deles são em jogos do Cosmos, sendo que a partida de maior público foi em 14 de agosto de 1977, na partida do playoff contra Fort Lauderdale Strikers com um público de 77.691.

### Major Indoor Soccer League e o Fim
Com o fim da NASL, o time transferiu suas atividades para a Major Indoor Soccer League (MISL), uma liga de "Futebol Indoor" (Conhecido como Showbol no Brasil), jogando durante a temporada de 1984 jogando 33 jogos, entretanto, o público e interesse foi muito baixo para manter o time. A MISL fecharia depois em 1992.
O clube encerrou suas atividades em 15 de setembro de 1984, quando realizou sua última partida. Em seus quatorze anos de existência, o Cosmos disputou 359 partidas na NASL, vencendo 221, empatando 18 e perdendo 120 partidas, marcando 844 gols e sofrendo 569. O baixo número de empates se devia à regra implantada na NASL a partir de 1975, onde os empates foram abolidos, existindo uma prorrogação de 15 minutos e uma disputa de tiro livres em caso de empate na prorrogação.

## Títulos
| NACIONAIS      | NACIONAIS                      | NACIONAIS | NACIONAIS                                |
|                | Competição                     | Venceu    | Temporadas                               |
| -------------- | ------------------------------ | --------- | ---------------------------------------- |
| Estados Unidos | Soccer Bowl (final da NASL)    | 5         | 1972, 1977, 1978, 1980, 1982             |
| Estados Unidos | Temporada regular da NASL      | 7         | 1972, 1978, 1979, 1980, 1981, 1982, 1983 |
| Estados Unidos | Lamar Hunt U.S. Open Cup       | 1         | 1972                                     |
| REGIONAIS      |                                |           |                                          |
|                | Competição                     | Venceu    | Temporadas                               |
| Estados Unidos | Títulos de Conferência da NASL | 5         | 1977, 1978, 1980, 1981, 1982             |
| Estados Unidos | Títulos de Divisão da NASL     | 7         | 1972, 1978, 1979, 1980, 1981, 1982, 1983 |
| INTERNACIONAIS |                                |           |                                          |
|                | Competição                     | Venceu    | Temporadas                               |
| Estados Unidos | Trans-Atlantic Challenge Cup   | 3         | 1980, 1983, 1984                         |

* Título conquistado pelo novo New York Cosmos.

## Jogadores Históricos
- Pelé 1975-77

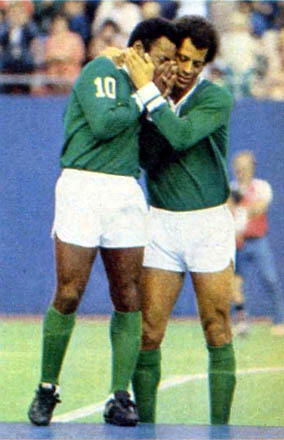
Pelé chorando na partida entre Santos e Cosmos, que marcou sua despedida oficial. Ele atuou um tempo por cada equipe. Ao seu lado, Carlos Alberto Torres.

- Carlos Alberto 1977-80, 1982
- Franz Beckenbauer 1977-80, 1983
- Giorgio Chinaglia 1976-84
- Johan Cruijff
- Johan Neeskens 1979-84
- Randy Horton 1971-74
- Werner Roth 1972-79
- Rick Davis 1978-84
- Shep Messing 1973–74, 1976–77, 1984

### Outros jogadores de destaque
- Mordechai Spiegler 1972-74
- Marinho Chagas 1979
- Andranik Eskandarian 1979-84
- Oscar Bernardi 1980
- Bobby Smith 1976-79
- Steve Moyers 1982-1984
- Wim Rijsbergen 1979-83
- Vladislav Bogićević 1978-84
- Hubert Birkenmeier 1979-85
- François Van Der Elst 1980-81
- Paraguai Julio César Romero 1980-83
- Carlos Caszely 1984
- Rildo 1977
- Władysław Żmuda 1984
- Charlie Aitken 1976-77
- Jomo Sono 1977
- Cannavaro 1976-77

## Estatísticas

### Partidas
- 1971 - 9 vitórias, 4 empates, 7 derrotas
- 1972 - 7 vitórias, 4 empates, 3 derrotas (campeão NASL)
- 1973 - 7 vitórias, 6 empates, 5 derrotas
- 1974 - 6 vitórias, 14 derrotas
- 1975 - 10 vitórias, 12 derrotas
- 1976 - 16 vitórias, 8 derrotas
- 1977 - 15 vitórias, 11 derrotas (campeão NASL)
- 1978 - 24 vitórias, 6 derrotas (campeão NASL)
- 1979 - 24 vitórias, 6 derrotas
- 1980 - 24 vitórias, 8 derrotas (campeão NASL)
- 1981 - 23 vitórias, 9 derrotas
- 1982 - 23 vitórias, 9 derrotas (campeão NASL)
- 1983 - 22 vitórias, 8 derrotas
- 1984 - 13 vitórias, 11 derrotas

### Médias de público
- 1971: 4.517
- 1972: 4.282
- 1973: 5.782
- 1974: 3.578
- 1975: 10.450
- 1976: 18.227
- 1977: 34.142
- 1978: 47.856
- 1979: 46.690
- 1980: 42.754
- 1981: 34.835
- 1982: 28.479
- 1983: 27.242
- 1984: 12.817

## Estádios
Durante seu primeiro período, o Cosmos nunca construiu um estádio próprio e mandou seus jogos em quatro estádios diferentes. A partir de sua volta às competições, em 2013, iria disputar suas partidas no Hofstra Stadium. Atualmente se apresenta no James M. Shuart Stadium:
- 1971 e 1976: Yankee Stadium (Nova York)
- 1972-1973: Hofstra Stadium (Long Island)
- 1974-1975: Downing Stadium (Randall's Island, Nova York)
- 1977-1984: Giants Stadium (East Rutherford)
- 2013: Hofstra Stadium (Long Island)
- 2013-presente: James M. Shuart Stadium (Hempstead), (Nova York)

Em 11 de janeiro de 2013, o Cosmos anunciou seu projeto de construção de um estádio próprio com capacidade para 25.000 pessoas na região do Belmont Park.

## Recordes
- Maior artilheiro: o italiano Giorgio Chinaglia jogou, entre 1976-1983, em 213 jogos e marcou 196 gols, sendo o maior artilheiro da NASL em todos os tempos e o maior artilheiro da NASL nos anos de 1976, 1978, 1980, 1981 e 1982. Por seu país, jogou a copa de 1974.
- Maiores goleadas: o Cosmos aplicou 12 a 1 em um amistoso contra o Malmö (Suécia), em 1975. A maior goleada sofrida foi em 1978, para o Seattle Sounders, por 9 x 2.
- Mais assistências: o jogador que fez mais assistências foi o sérvio Vladislav Bogicevic, que atuou no clube entre 1978-1984 fazendo 147 assistências, em 203 partidas. Também jogou a Copa do Mundo de 1974 pela então Iugoslávia.

## Cosmos e o Brasil
- Quando Pelé encerrou a carreira em fins de 1974, não tinha a intenção de continuar, entretanto a proposta do Cosmos de três milhões de dólares (uma fortuna bem maior à época) por três temporadas seduziu o Rei. E assim o futebol decolou de vez nos Estados Unidos, alcançando recordes de público. Um dos maiores entusiastas da contratação de Pelé foi o então secretário de estado Henry Kissinger, fã do futebol brasileiro, de Pelé e do Santos FC até hoje. O padroeiro do time é São Cosme e Damião, a pedido de Pelé.
- O Cosmos enfrentou o brasileiro Santos em duas oportunidades, vencendo ambas por 2 a 1. A primeira foi em 1977, na despedida do Rei Pelé, que atuou um tempo em cada equipe e marcou um dos gols do time americano. A outra foi em 1979, na Vila Belmiro.
- Em 1977, o Cosmos jogou o amistoso contra o Flamengo no maracanã e perdeu por 4-1.
- Em 1980, o Cosmos realizou três amistosos no Brasil. Em Uberlândia-MG, quando empatou contra o Uberlândia por 1 x 1; em Santos-SP, quando venceu o Santos por 2 x 1 e em Manaus, em 09 de março, quando empatou com o Fast Clube por 0 x 0.
- Em 1981, o Cosmos jogou pela primeira vez contra o São Paulo FC no Estádio Morumbi, sendo derrotado pelo clube paulista por 3 x 1.
- Nos Estados Unidos, no Giants Stadium, enfrentou outros dois times brasileiros, sendo derrotado duas vezes. Uma por 3 x 1 para o Grêmio, num amistoso em 30 de agosto de 1981, e a segunda de 3 x 2 para o São Paulo FC, pela Transatlantic Cup de 1983, com gols de Bojicevic e Romerito para o Cosmos e três gols de Careca para os visitantes.